# Река Ивана Степановича
Река Ивана Степановича — река в Ханты-Мансийском АО России. Устье реки находится в 20 км по левому берегу реки Кульёган. Длина реки составляет 69 км, площадь водосборного бассейна 406 км².
Высота устья — 32 м над уровнем моря. Высота истока — 68,5 м над уровнем моря.

## Данные водного реестра
По данным государственного водного реестра России относится к Верхнеобскому бассейновому округу, водохозяйственный участок реки — Обь от впадения реки Вах до города Нефтеюганск, речной подбассейн реки — Обь ниже Ваха до впадения Иртыша. Речной бассейн реки — (Верхняя) Обь до впадения Иртыша.